# Кифер, Генрих (виолончелист)
Генрих Кифер (нем. Heinrich Kiefer; 1867—1922) — немецкий виолончелист.

## Биография
Окончил Консерваторию Хоха во Франкфурте. Ученик Бернхарда Коссмана, ценившего Кифера исключительно высоко; в частности, в 1890 году Коссман специально для своего лучшего ученика сделал виолончельное переложение знаменитой песни Шуберта «Лесной царь».
К консерваторским же годам относится близкая дружба Кифера с Хансом Пфицнером, написавшим для своего друга юношеский виолончельный концерт (1888) и виолончельную сонату (1890), впервые исполненную Кифером и Пфицнером 21 января 1891 года и получившую сочувственные отзывы критики как в отношении композиции, так и со стороны исполнения.
Сохранилась запись Кифера — Серенада Гаэтано Браги.